# Јасна
Јасна је словенско женско име.

## Значење
Име Јасна је настало од придева „јасна“ у значењу „светла, сјајна“, узетог за лично име.

## Сродна имена
Име Клара је значењски сродно имену Јасна.

## Распрострањеност
У Словачкој је 2007. године било 2773 женске особе са именом Јасна, односно име је било на 96. месту по популарности.